# Душан Керкез
Душан Керкез е бивш босненски професионален футболист и настоящ футболен треньор на ЦСКА.
През сезон 2001 – 02 играе за „Раднички Обреновац“, като помага на отбора да спечели промоция в Първа лига на Югославия за първи път в историята си. След това се мести в Босна и Херцеговина, където играе за „Леотар“ в дебютния му сезон в националния шампионат.
След 2 години в „Леотар“ през лятото на 2004 година започва да играе в „Зрински“, печелейки първенството на страната. Впоследствие се мести в Хърватия, където заедно с „Риека“ печели купата на страната.
През 2007 година е трансфериран в АЕЛ Лимасол, където остава четири сезона, преди да премине в местния съперник Арис през 2011 година.
Започва треньорската си кариера като треньор на младежите в АЕЛ Лимасол през 2014 година. След това преминава през мъжкия състав и белградския Чукарички. През 2023 година поема Ботев Пловдив и под негово ръководство отборът печели Купата на България през 2024 година.

## Успехи

### Като футболист
Леотар
- Шампион на Босна и Херцеговина (1): 2002 – 03

 Зрински Мостар
- Шампион на Босна и Херцеговина (1) : 2004 – 05

 Риека
- Носител на Купата на Хърватия (1): 2005 – 06

### Като треньор
АЕЛ Лимасол
- Носител на Купата на Кипър (1): 2018 – 19

 Ботев Пловдив
- Носител на Купата на България (1): 2023 – 24